# Gabriel Marie Étienne Vanel
 Gabriel Marie Étienne Vanel  (Ampuis, 12 januari 1925 – Toulouse, 1 maart 2013) was een Franse rooms-katholieke prelaat.
Vanel werd priester gewijd in 1949. Zijn bisschopswijding vond in 1970 plaats. Van 21 juni 1985 tot 1 maart 1996 was hij aartsbisschop van het Zuid-Franse aartsbisdom Auch. Zijn voorganger was Maurice-Mathieu-Louis Rigaud en zijn opvolger Maurice Lucien Fréchard. Op 1 maart 1996 ging hij ook met emeritaat.
- Bibliothèque nationale de France: cb13542953t (data)
- International Standard Name Identifier: 0000 0000 0892 9931
- Système universitaire de documentation: 050741438
- Virtual International Authority File: 5095083